# Monfaucon (Hautes-Pyrénées)

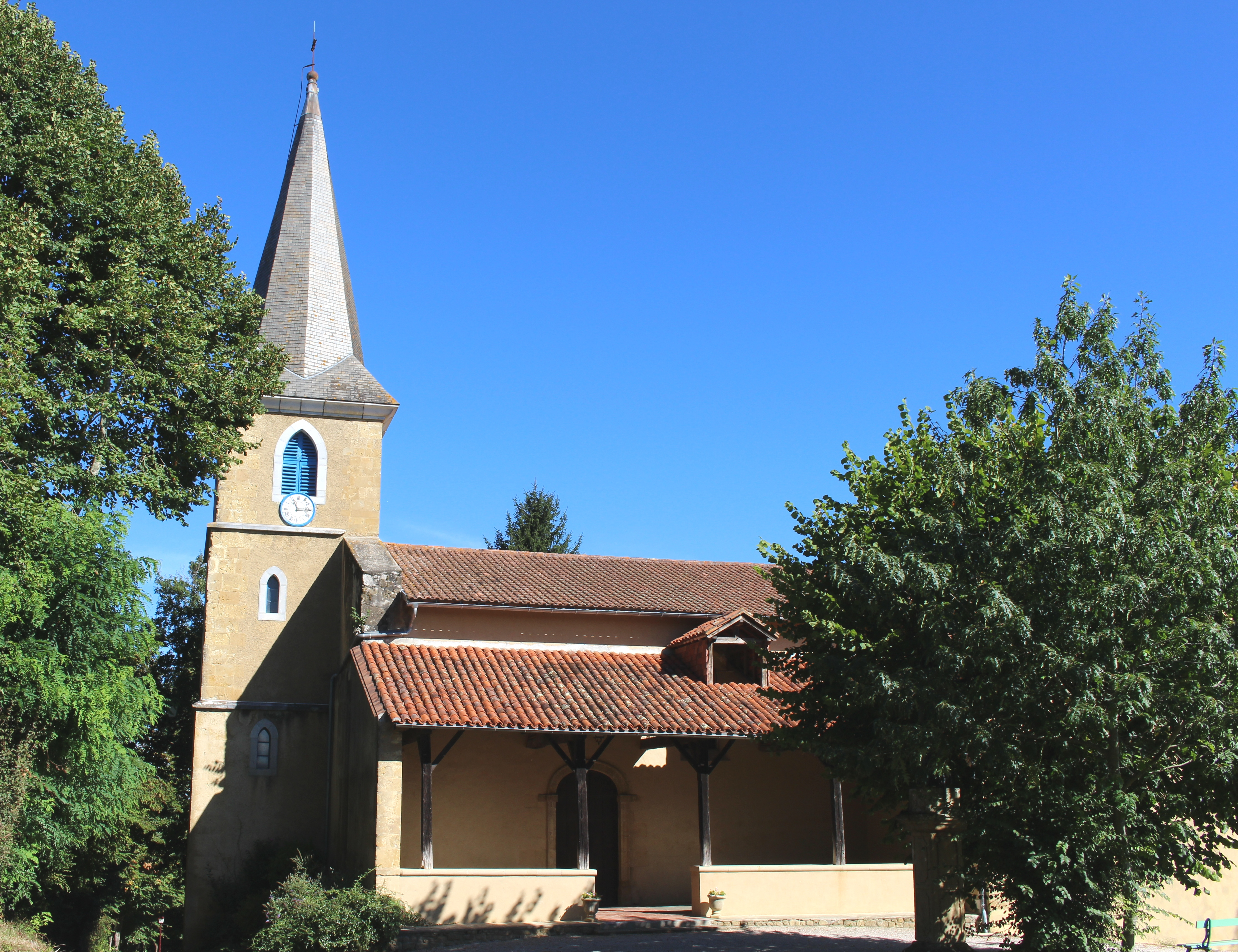
Monfaucon – Église de l’Assomption

Monfaucon ist ein südfranzösischer Ort und eine Gemeinde mit 203 Einwohnern (Stand 1. Januar 2022) im Norden des Départements Hautes-Pyrénées in der Region Okzitanien.

## Lage und Klima
Die Gemeinde Monfaucon liegt im Pyrenäenvorland in einer Höhe von ungefähr 260 m. Die Stadt Tarbes befindet sich ca. 28 km südlich. Das Klima ist gemäßigt bis warm; Regen (ca. 830 mm/Jahr) fällt übers Jahr verteilt. Das Gemeindegebiet wird vom Fluss Estéous und dem Canal d’Alaric, einem Seitenkanal des Adour, durchquert.

## Bevölkerungsentwicklung
| Jahr                     | 1800 | 1851 | 1901 | 1954 | 1999 | 2016 |
| ------------------------ | ---- | ---- | ---- | ---- | ---- | ---- |
| Einwohner                | 826  | 756  | 461  | 234  | 163  | 214  |
| Quelle:Cassini und INSEE |      |      |      |      |      |      |

Wegen der durch die Reblauskrise im Weinbau und die zunehmende Mechanisierung der Landwirtschaft ausgelösten Landflucht war die Einwohnerzahl der Gemeinde im 20. Jahrhundert stark rückläufig. Der leichte Bevölkerungsanstieg in den Jahren nach 2000 hängt mit der relativen Nähe zu Großraum Tarbes zusammen.

## Wirtschaft
Die Gemeinde ist nahezu ausschließlich landwirtschaftlich orientiert.

## Geschichte
Der Ortsname Mont Faucoo wird im Jahr 1285 erstmals erwähnt. Seit dem Mittelalter und bis zum Beginn der Französischen Revolution gehörte die Gemeinde zur historischen Provinz Bigorre.

## Sehenswürdigkeiten
- Die vom örtlichen Friedhof umgebene und im ausgehenden 19. Jahrhundert an der Stelle eines mittelalterlichen Vorgängerbaus erbaute Église de l’Assomption ist der Himmelfahrt Mariens geweiht. Die Kirche verfügt über eine Südvorhalle, über deren Zweck Unklarheit besteht.
- Am Ortsrand steht ein altes Waschhaus (lavoir).